# John Magee
John Magee (ur. 24 września 1936) – irlandzki duchowny rzymskokatolicki. W latach 1970–1982 drugi osobisty sekretarz papieży: Pawła VI, Jana Pawła I i Jana Pawła II. Od 1982 do 1987 mistrz papieskich ceremonii liturgicznych. W latach 1987–2010 biskup diecezjalny Cloyne.